# Tmall
Tmall.com (tiếng Trung: 天猫), tên cũ: Taobao Mall, là một trang web tiếng Trung chuyên bán lẻ (B2C) trên internet, tách từ Taobao, thuộc Alibaba Group và hoạt động tại Trung Quốc. Đây là một nền tảng cho các doanh nghiệp địa phương Trung Quốc và quốc tế bán hàng hoá thương hiệu cho người tiêu dùng ở Trung Quốc đại lục, Hồng Kông, Macau và Đài Loan. Là một trong những trang web thương mại điện tử lớn nhất thế giới, nó có hơn 500 triệu người dùng hoạt động hàng tháng, tính đến tháng 2 năm 2018. Đây cũng là một trong 20 trang web được truy cập nhiều nhất trên thế giới theo Alexa.